# Seeker
Seeker — Buscador en España—  es un personaje de ficción de Marvel Comics. 

## Historia

### Kadlec
Cuando Maximus el Loco tomó el trono de Attilan, nombró a Seeker para encontrar y recuperar a los exiliados de la familia real, de modo que Maximus podía casarse con Medusa y mantener a los otros bajo observación.
Más tarde se reveló que él fue el que mató al padre de Gorgon. Cuando se trataba de una cueva en la que él fue enterrado y con Gorgon, Seeker fue encontrado muerto.

### Uys
Años más tarde, el hermano gemelo de Kadlec, Uys también tomó el nombre de Seeker y combatió con Los 4 Fantásticos.
Seeker era parte de un grupo de los Inhumanos, incluyendo a Kaliban, Asmodeus, Avius, Falcona, Leonus, Pinyon y Timberius, que atacaron a los Cuatro Fantásticos durante una aparición pública en el Bronx, Nueva York. Los Inhumanos queriendo recuperar a Ahura, el hijo de Black Bolt y Medusa, por el Consejo de Genética. Ahura estaba convencido de volver a Attilan en paz, pero el Juez Presidente del Consejo de Genética ha traicionado el resto de los Inhumanos de usurpar el poder de Ahura por sí mismo. Los "malos" Inhumanos siguieron defendiendo al Consejo de Genética, pero cuando el presidente del Tribunal Supremo fue derrotado, desapareció en las sombras.

## Otros medios

### Televisión
- La versión de Kadlec como Seeker aparece en Fantastic Four, episodio "Saga de Inhumanos: Cuidado con la Tierra Oculta", con la voz de Kerrigan Mahan. Fue enviado por Máximus el Loco para recuperar a la familia real de Inhumanos. Después de guardar a los cuatro fantásticos de la explosión, Seeker compartió brevemente la historia de los Inhumanos a ellos antes de dejarlos en algún lugar.
- La versión de Seeker aparece en Avengers: Ultron Revolution, con la voz de Mark C. Hanson:
  - En el episodio 9, "Inhumanos entre nosotros". Estaba en una nave de Inhumanos que transportaba a los Alphas Primitivos cuando de repente se estrella en las montañas de Maple Falls en dispensación de Niebla Terrigena, sobre la ciudad que conducía los locos Alphas Primitivos. Cuando los Vengadores y los Inhumanos llegaron, Seeker se disculpó con Rayo Negro por lo que pasó a la nave de los Inhumanos. Mientras que los Vengadores estaban luchando contra los Inhumanos, Seeker supervisa un capullo Terrigena que estaba dentro de un edificio hasta que sale Inferno nacido de él. Él estaba presente cuando los Vengadores y los Inhumanos utilizan un dispositivo para dispersar la niebla Terrigena donde los Alphas Primitivos e Inferno habían vuelto a actuar como ellos. Más tarde se reveló que era Seeker en colaboración con Ultron de tener el accidente de la nave de los Inhumanos. Seeker le dice a Ultron que el dispositivo se ha construido para él está casi completa.
  - En el episodio 10, "La Condición Inhumana", Seeker estaba con Black Bolt cuando Lockjaw lleva a los Vengadores a Attilan durante la invasión de Ultron. Mientras estaba en un laboratorio subterráneo, Seeker reveló que la Terrigenesis de Inferno es el resultado de que él es un descendiente inhumano. También ha inventado un dispositivo que dispensaría la Niebla Terrigena a la Tierra, donde aquellos que son descendientes de Inhumanos pasarían por su Terrigenesis. Cuando llega Ultron, Seeker se entera de que es demasiado tarde de que lo engañaron para ayudarlo. Ultron luego se conecta al dispositivo de Seeker y lo usa para cambiar de fase a Seeker. Hulk y Black Widow descubren sus malas intenciones con Ultron de usar un arma peligrosa que creó para él, hasta que Seeker es traicionado y vaporizado.